# Francisco Escos
Francisco Escos (10 luglio 1942) è un allenatore di calcio ed ex calciatore argentino, di ruolo centrocampista.

## Caratteristiche tecniche
Escos era un centrocampista difensivo dal fisico roccioso.

## Carriera

### Calciatore
In patria militò nel Temperley dal 1961 al 1969, ad esclusione di un breve ingaggio con l'Estudiantes (LP), nella massima serie argentina.
Dopo un ingaggio con i cileni del Magallanes, nel 1970 si trasferisce negli Stati Uniti d'America per giocare nel N.Y. Inter-Giuliana.
L'anno seguente passa ai Rochester Lancers, franchigia della NASL, con cui giunge alle semifinali della North American Soccer League 1971, risultato bissato anche la stagione successiva ed ottenuto anche nel torneo 1977. Con i Lancers partecipa alla CONCACAF Champions' Cup 1971, unica franchigia della NASL a partecipare alla massima competizione nordamericana per club: chiuse la coppa al quarto posto della fase finale del torneo. Durante rimase in forza ai Lancers sino al 1978.
Dal 1979 al 1981 gioca nei Buffalo Stallions, squadra della Major Indoor Soccer League.

### Allenatore
Nella stagione 1979 diventa assistente allenatore di Dragan Popović presso i Rochester Lancers.
Dal 1982 al 1984 è assistente allenatore nella squadra di indoor soccer dei Buffalo Stallions.
Nella stagione 1984 allena i Buffalo Storm, squadra della United Soccer League. Con gli Storm vince la Northern Division, perdendo però nelle semifinali contro i futuri campioni della lega Ft. Lauderdale Sun.
Nei primi anni novanta è assistente allenatore presso i Buffalo Blizzard, squadra di indoor soccer.
Dal 1996 al 2005 è allenatore dei portieri del Rochester Rhinos e dal 2011 torna ai Lancers come assistente allenatore.